# Opactwo Cystersów w Przemęcie
Opactwo Cystersów w Przemęcie – kościół i klasztor pocysterski znajdujący się w Przemęcie, przy ulicy Opackiej.

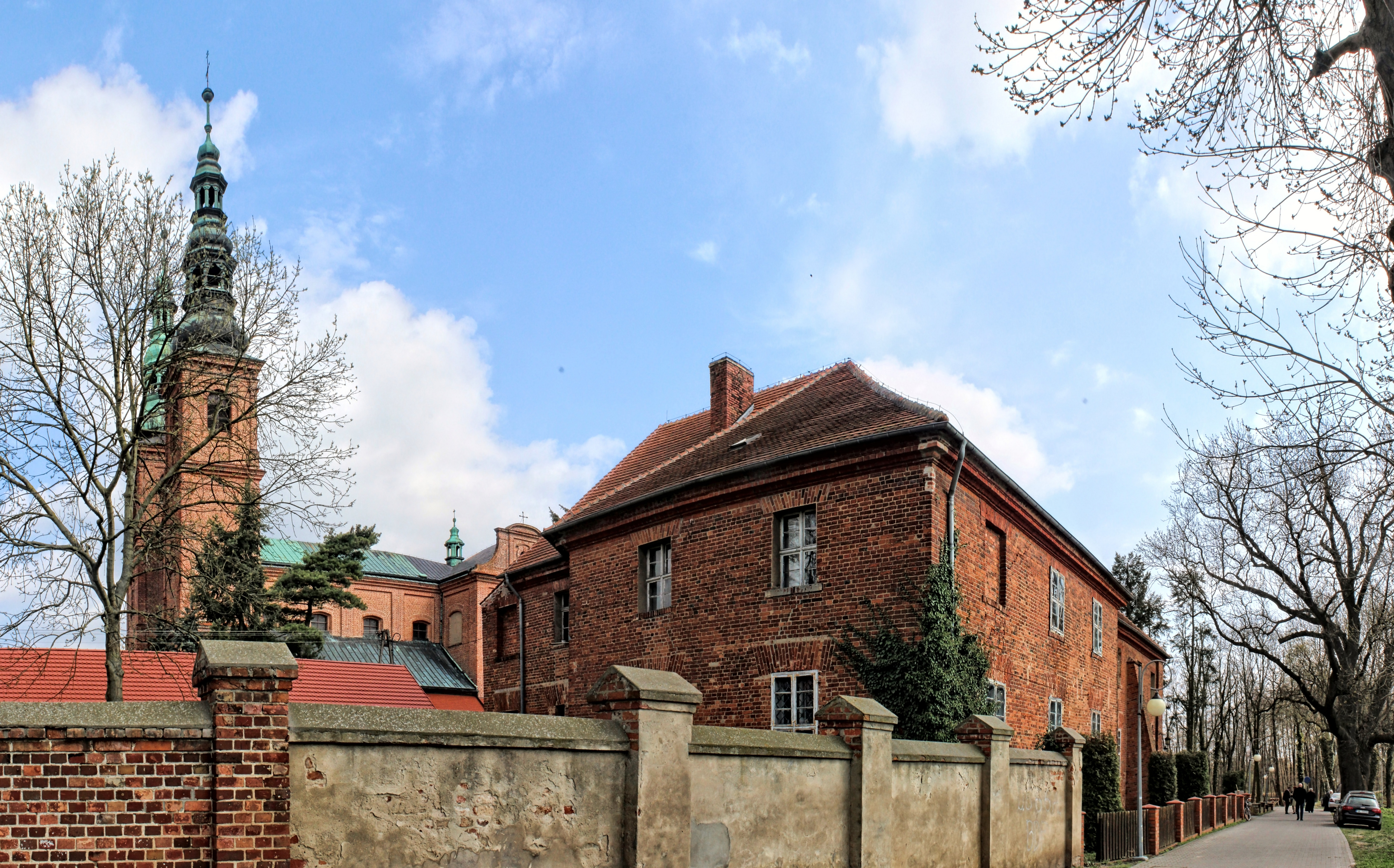
Dawny klasztor

Kościół bazylikowy, trzynawowy, na planie krzyża, zbudowany 1651-1696, prawdopodobnie według projektu Jerzego Catenazziego. Spalony 1742, odbudowany 1758-1759. Zachodnia fasada posiada dwie wieże zakończone ażurowymi hełmami (na lewej wieży oryginalny z 1725 roku, prawy to wierna kopia z 1984 roku). Po 1950 przeprowadzono konserwację polichromii z XVIII wieku w prezbiterium i nawie głównej oraz odsłonięto polichromię w transepcie po stronie północnej, po stronie południowej polichromia nowa.
Wyposażenie wnętrza jednolite, składają się na nie barokowe rzeźbione ołtarze, stalle, tron opacki, ambona, konfesjonały, ławy. Z klasztoru zachowany tylko fragment przebudowany na plebanię (piętrowe skrzydło południowe) i krużganki sklepione kolebkowo-krzyżowo przyległe do kościoła.

## Galeria

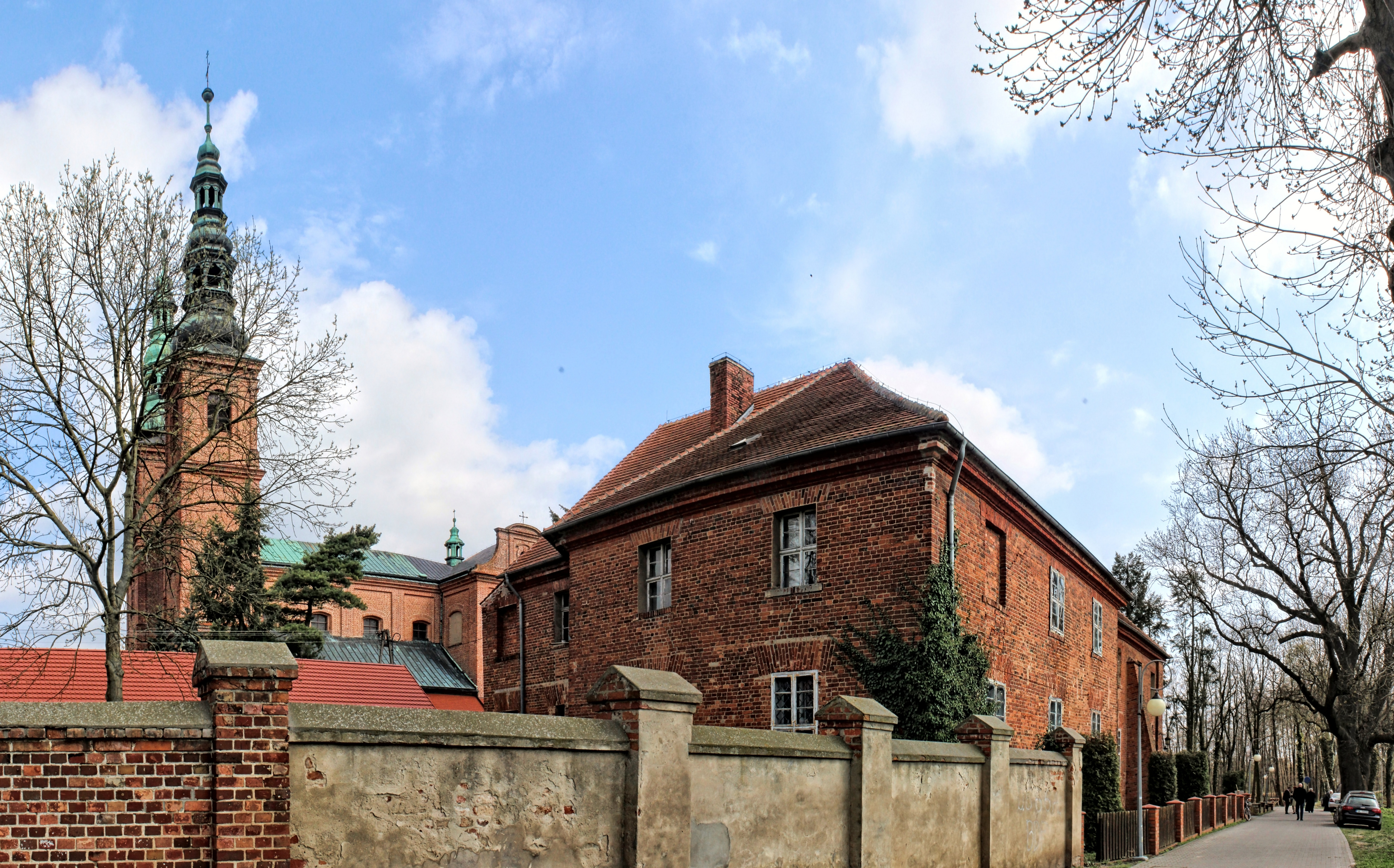
Dawny klasztor
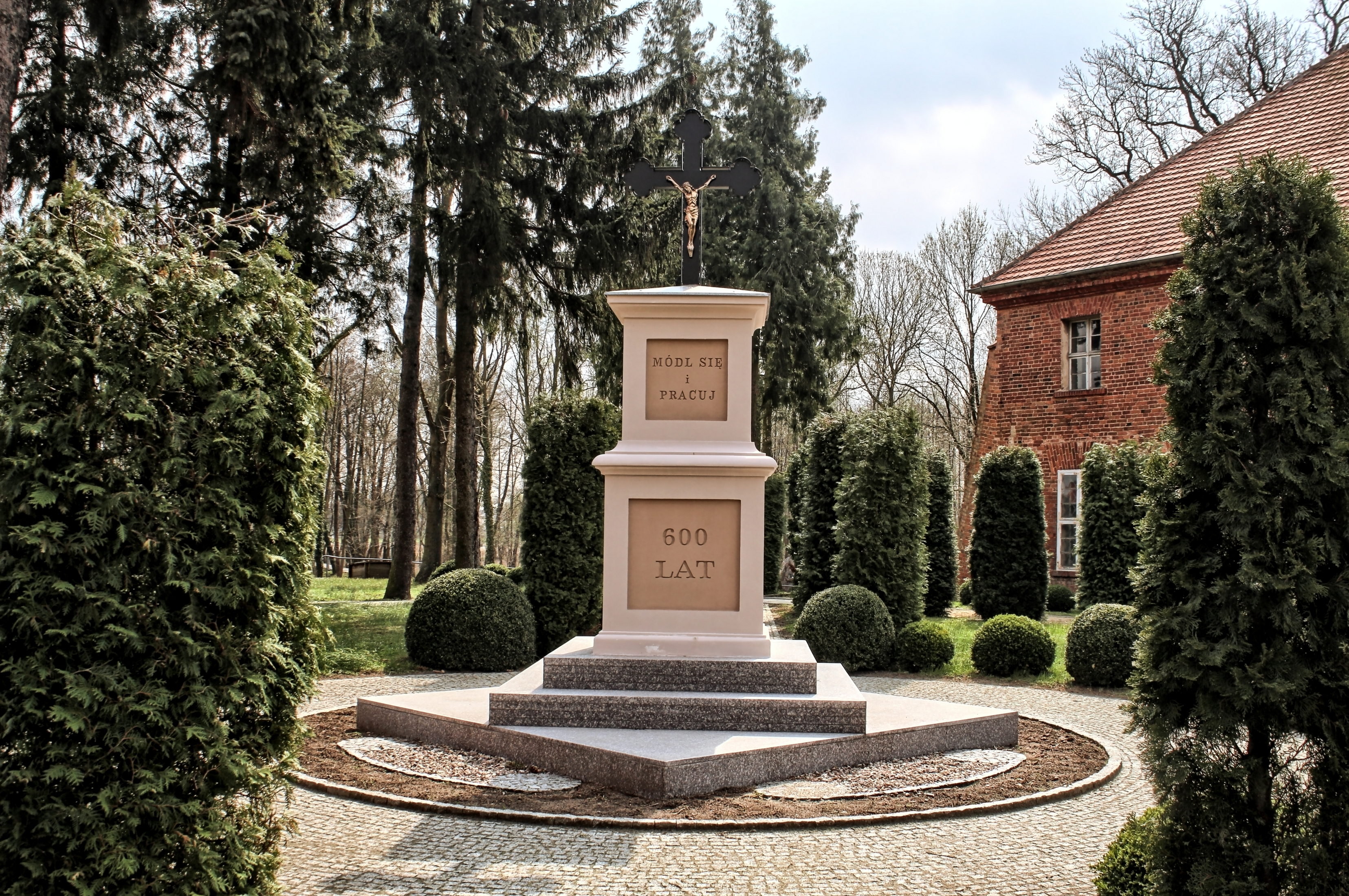
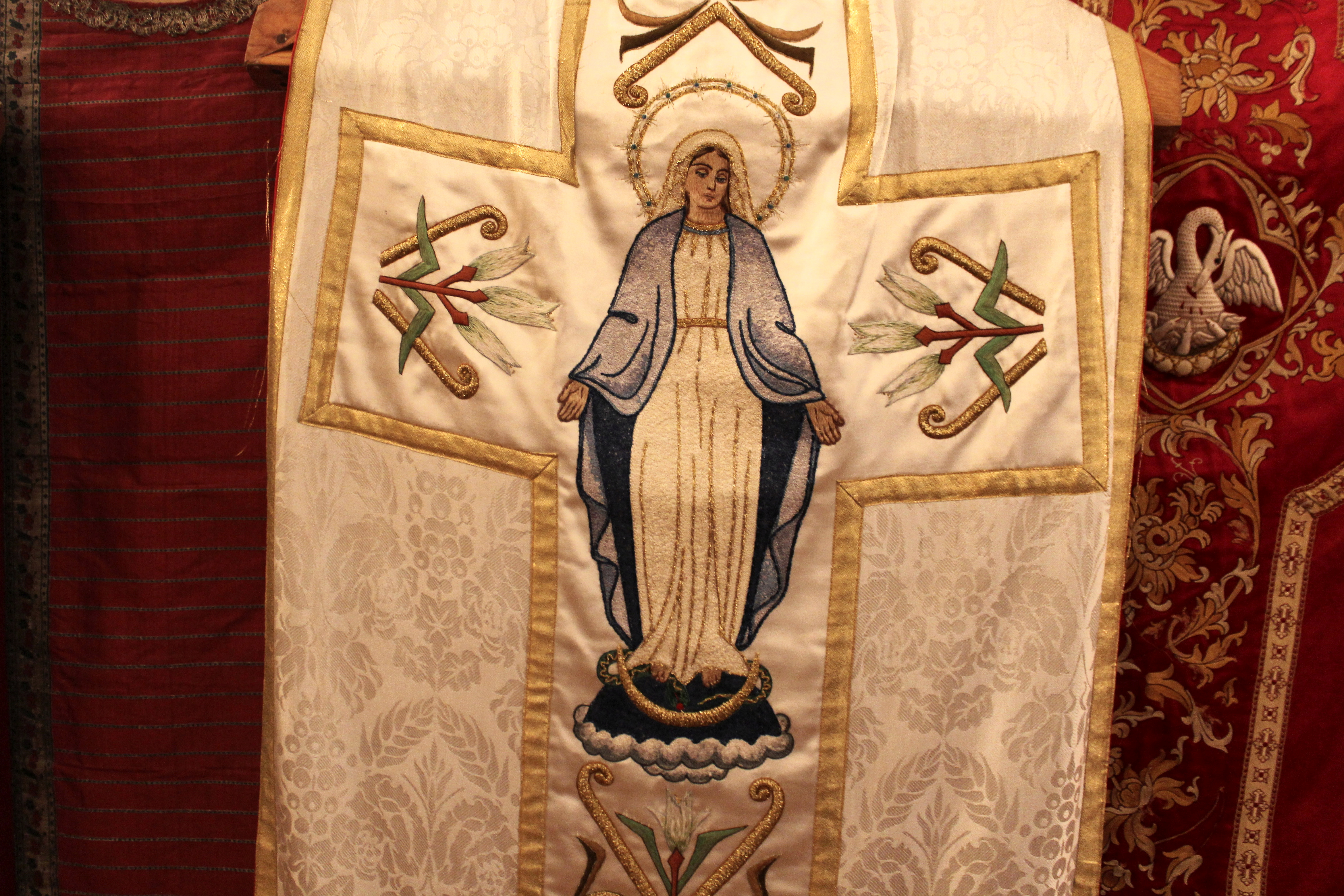
Ornat z miejscowych zbiorów
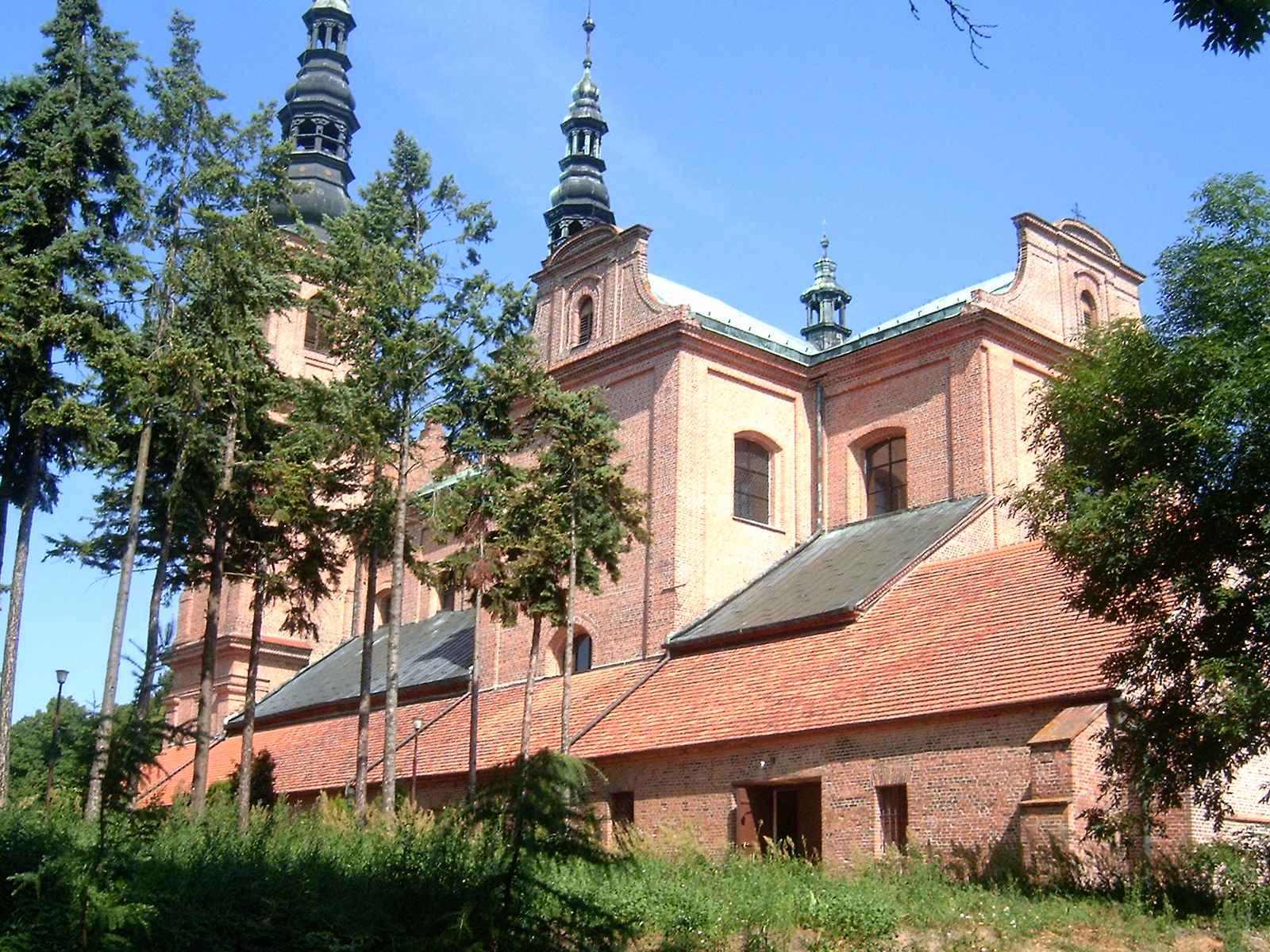
Zabudowania klasztorne